# Obazta

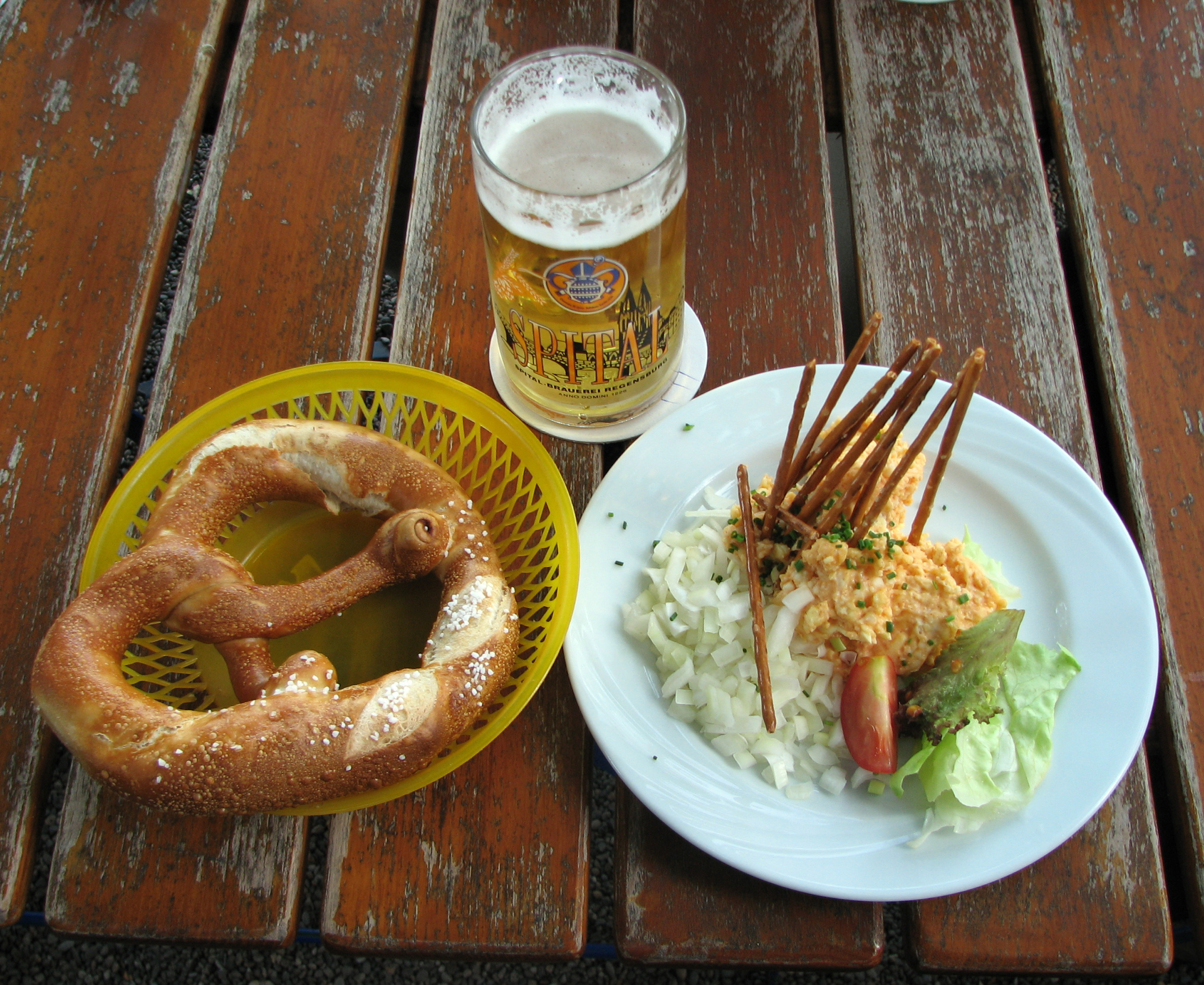
Obazta z preclem, paluszkami i piwem

Obazta (także niem.: Obatzter, Obatzda, angemachter Camembert, po bawarsku: Obaatzda) – pasta serowa, tradycyjne danie kuchni bawarskiej. 
Pasta sporządzana jest z rozgniatanego (np. widelcem) sera Camembert z dodatkiem masła i cebuli. Masa przyprawiana jest solą, pieprzem (świeżo mielonym), kminkiem i sproszkowaną słodką papryką, celem nadania charakterystycznej  pomarańczowej barwy. Po przyprawieniu z masy formuje się gałki i podaje na liściu sałaty z dodatkami (np. pomidor, rzodkiewka, ogórek konserwowy, krążki cebuli). Całość spożywa się w temperaturze pokojowej, z chlebem żytnim, preclami lub paluszkami. Do popicia służy z reguły piwo pszeniczne.